# Turner Broadcasting System

Anterior logotipo de Turner Broadcasting System desde 1987 hasta el 1 de noviembre de 2015.

Turner Broadcasting System, Inc. (conocido también como Turner o simplemente TBS, Inc.) fue una empresa de televisión de medios de comunicación estadounidense, que operaba los canales y grupos de televisión que eran propiedad de WarnerMedia. Fue iniciada por Robert Edward "Ted" Turner en 1970 y en 1996 fue adquirida por Time Warner (después WarnerMedia y luego Warner Bros. Discovery). Su sede estaba ubicada en Atlanta, Georgia, Estados Unidos. Algunas de sus propiedades eran CNN, TNT, Cartoon Network y TruTV.
El 14 de junio de 2018, Time Warner fue adquirida por la empresa de telecomunicaciones AT&T y pasó a llamarse WarnerMedia. El 4 de marzo de 2019, AT&T anunció una importante reorganización de WarnerMedia que disuelve efectivamente a Turner, al dispersar algunas de sus propiedades en dos nuevas divisiones: WarnerMedia Entertainment (que consta de los canales de cable de entretenimiento de Turner y HBO, pero excluyendo TCM) y WarnerMedia News & Sports (CNN, Turner Sports y las redes de deportes regionales de AT&T SportsNet), y eliminando gradualmente la marca Turner en relación con estas redes.
El 8 de abril de 2022, WarnerMedia se fusionó con Discovery, Inc. para formar Warner Bros. Discovery y casi todas las redes de cable con publicidad de ambas compañías se incorporaron a la unidad de Warner Bros. Discovery U.S Networks. El nombre "Turner Broadcasting System, Inc." existe actualmente como una unidad de nombre exclusivo de Warner Bros. Discovery, que actúa como grupo de control de las tres TNet: TBS 
, TNT y TruTV.

## Historia

### Década de 1970: Inicios
En 1970, Ted Turner, entonces propietario de una empresa de publicidad exterior exitosa con sede en Atlanta, compró WJRJ-Atlanta, Canal 17, una estación de señal UHF, a la cual le cambió el nombre a WTCG, por la empresa matriz Turner Communications Group. Gracias a las adquisiciones cuidadosas de programación, Turner guio la estación hacia el éxito.
Durante diciembre de 1976, WTCG originó el concepto "superestación", transmitiendo a través de satélites de sistemas de cable, y fue originalmente propiedad de Warner Communications hasta que Warner formó una empresa conjunta con American Express llamada Warner-Amex Satellite Entertainment en 1975.
El 17 de diciembre de 1976 a las 13:00, WTCG canal de señal 17 fue transmitida vía satélite a sus cuatro sistemas de cable. Los cuatro sistemas de cable comenzaron a trasmitir la película Deep Waters. La película había comenzado 30 minutos antes. WTCG pasó de ser una pequeña estación de televisión a la cual nadie miraba, a una importante cadena de televisión con llegada a cada uno de los 24.000 hogares fuera de los 675.000 en Atlanta. WTCG se convirtió en una llamada Superstación, creando un precedente en la televisión por cable.
HBO había comenzado transmisiones por satélite para distribuir su señal a nivel nacional en 1975, pero era un servicio por el cual los suscriptores de cable tenían que pagar un extra para recibir la señal. La innovación de Ted Turner marcó el inicio de la revolución de cable básico.
En 1979, la compañía cambió su nombre por el de Turner Broadcasting System, Inc. (TBS, Inc.) y las letras de su principal canal de entretenimiento WTBS, ahora TBS.

### Década de 1980
El 1 de junio de 1980, CNN fue lanzado a las 17:00 EST, convirtiéndose en el primer canal en transmitir noticias las 24 horas. El matrimonio de periodistas, David Walker y Lois Hart,  fueron los encargados de trasmitir en la primera emisión del noticiero. Burt Reinhardt el entonces vicepresidente ejecutivo de CNN, contrato los primeros 200 empleados y 25 miembros de personal de CNl, incluyendo Bernard Shaw, primer presentador de noticias de la cadena.
En 1984, Turner inició Cable Music Channel, su competencia para MTV. El canal fue de corta duración (solo 35 días de transmisión, desde el 26 de octubre hasta 30 de noviembre) pero influyo en el formato original del canal VH1.
En 1986, Turner Broadcasting System (ahora conocido como Turner Entertainment) adquirió los derechos de RKO Radio Pictures, una antigua productora cinematográfica estadounidense, y, por lo tanto, las películas de RKO están bajo el control de Turner Entertainment. En 1989 los entonces propietarios de RKO Pictures vendió los derechos de las marcas registradas y de remake a Turner Broadcasting System. Las películas de la RKO las emiten una y otra ven en Turner Classic Movies.
En 1986, después de un intento fallido de adquirir CBS, Turner compró el estudio de cine MGM/UA Entertainment Co. de Kirk Kerkorian por $1.5 mil millones. Tras la adquisición, Turner contrajo una enorme deuda y vendió partes de su adquisición. MGM/UA terminó siendo vendido de nuevo a Kirk Kerkorian. La mayor parte del estudio en Culver City fue vendido a Lorimar Telepictures.
El 3 de octubre de 1988, la compañía lanzó el que sería uno de sus más reconocidos canales, TNT (Turner Network Television).
El 11 de octubre de 1988, después de un intento fallido de adquirir World Wrestling Federation compra la empresa Jim Crockett Promotions renombrándola World Championship Wrestling.

### Década de 1990
Turner amplió su presencia en la producción y distribución de películas, primero con la compra en 1991 de los estudios de animación Hanna-Barbera. El 22 de diciembre de 1993, Turner adquirió Castle Rock Entertainment, para un mes después comprar New Line Cinema.
El 1 de octubre de 1992, Turner lanzó el canal de dibujos animados, Cartoon Network, seguido del canal de cine clásico, Turner Classic Movies (TCM) el 14 de abril de 1994. 
El 4 de septiembre de 1995 por recomendacion del Viceprecidente Ejecutivo de WCW Eric Bischoff es creado WCW Monday Nitro en el Canal TNT compitiendo en el mismo horario a WWF Monday Night RAW lo que llevo al la competencia de ambas empresas llamada popularmente Monday Night Wars.
El 10 de octubre de 1996, Turner se fusionó con Time Warner.
El 8 de enero de 1998 bajo la marca de World Championship Wrestling gracias al éxito de WCW Monday Nitro se crea también en el canal de TBS WCW Thunder pero diferencia de WCW Monday Nitro que era el lunes por la noche este programa sería en los jueves, aunque después de un tiempo se movieron a los miércoles gracias que World Wrestling Federation ya que lanzó su segundo programa WWF Smack Down.

### Década del 2000

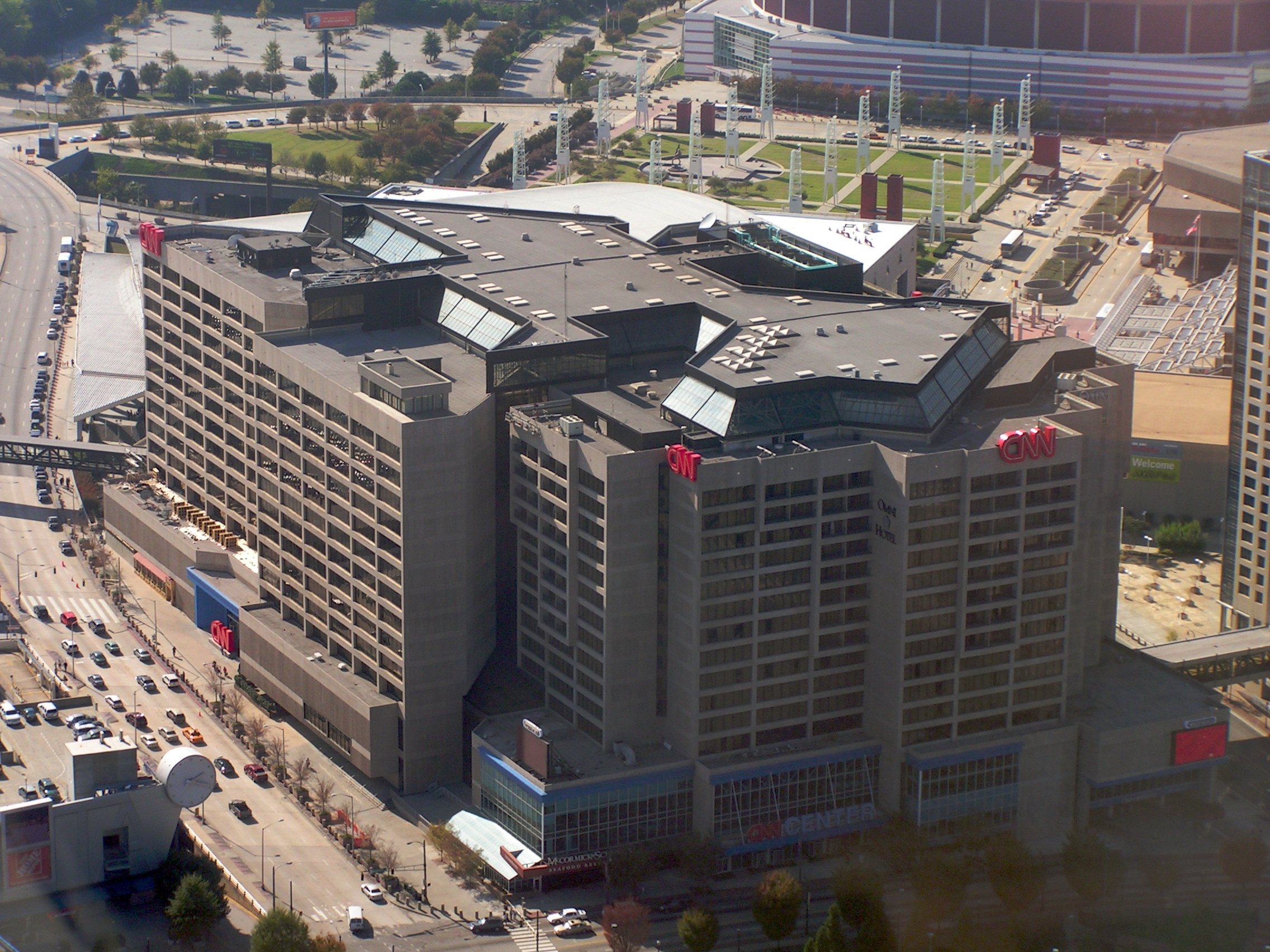
Vista aérea de la CNN Center, que alberga la sede de Turner Broadcasting System.

En el 2000, lanza Boomerang, un canal de televisión infantil dedicado a las caricaturas de Hanna-Barbera.
En 2001, World Championship Wrestling Es vendida a World Wrestling Federation por unos 3 millones de dólares Cancelando con ello a WCW Monday Nitro y WCW Thunder de sus canales de Televisión y siendo el cierre de WCW.
En 2003, Philip I. Kent sucedió como presidente a Jamie Kellner. Los deberes operacionales para The WB fueron trasladados por Time Warner de Warner Bros. a Turner Broadcasting durante 2001, mientras que Kellner era presidente, pero volvieron a Warner Bros. en 2003 con la salida de Kellner.
El 23 de febrero de 2006, la compañía acordó vender el canal de entretenimiento regional, Turner South, a Fox Entertainment Group. Fox asumió el control del canal el 1 de mayo y el 13 de octubre lo relanzó como SportSouth (casualmente, el nombre previo de Fox Sports Sur cuando Turner poseía el canal en colaboración con Liberty Media, entre 1990 y 1996).
En mayo de 2006 Time Warner, que había poseído el 50% de Court TV desde 1998, compró el 50% restante de Liberty Media, empezando a manejar el canal como parte de Turner Broadcasting. El canal fue relanzado como TruTV el 1 de enero de 2008. 
También en mayo de 2006, Ted Turner asistió a su última reunión como miembro del consejo de Time Warner, donde anunció que oficialmente se separaba de la empresa.
El 5 de octubre de 2007, Turner Broadcasting System completó la adquisición de distintos canales en América Latina que estaban en manos de la empresa Claxson Interactive Group (una empresa filial de la Organización Cisneros). Estos canales eran HTV, Infinito (hoy TNT Series), Fashion TV (hoy Glitz), I.Sat, MuchMusic, Retro (hoy TruTV) y Space.

### Década del 2010
El 26 de agosto de 2010 Turner Broadcasting tomó el control total del canal de televisión abierta Chilevisión, que era propiedad del presidente de Chile Sebastián Piñera.
El 8 de septiembre de 2011 Turner Broadcasting System adquirió LazyTown Entertainment, la productora de la serie de televisión LazyTown.
El 1 de enero de 2014, John K. Martin sucedió a Phil Kent como presidente y CEO de Turner Broadcasting System.
El 26 de agosto de 2014, se informó que Turner Broadcasting se disponía a despedir a 550 personas ante un aumento en la oferta derechos de la NBA. También se informó en octubre de 2014 que la compañía tenía previsto reducir su plantilla un 10% (1.475 personas) a través despidos en un abanico de unidades, incluyendo las posiciones corporativas.
El 2 de noviembre de 2015 la compañía renovó su logotipo. En 2016 la organización estaba en la participación por la compra del canal privado argentino Telefe, junto a ello también competirían por la adquisición la Organización Cisneros y Viacom Media Networks, este último siendo el que la obtendría por un monto de $400 millones, aunque anteriormente era Turner el de mayor posibilidad. Las razones por las que Turner no logró la aprobación oficial ocurre tras la posible compra de Time Warner (empresa matriz de Turner) por parte de AT&T, quien a su vez es dueño de DirecTV, por consiguiente, la normativa vigente en el país prohíbe que un operador de TV satelital sea también propietario de canales de televisión de aire, como lo es el caso de Telefe.
El 16 de diciembre de 2017 en Chile, Turner se quedó con la licitación del Canal del Fútbol (CDF) tras superar en el último minuto a la propuesta ofrecida por Fox. Turner elevó de 2,8 a 3,2 millones de dólares la cantidad que recibirá cada equipo que está bajo el alero de la señal, superando en $100.000 a lo ofrecido por Fox. De esta manera, sumando esto y lo que se cancelará a diversos accionistas y actores que forman parte del proyecto televisivo, la empresa pagará al contado un total de $380 millones. No obstante, como el contrato será por 15 años, la inversión total de Turner en el CDF será cercana a $2300 millones.[cita requerida] En mayo de 2019, sus unidades quedaron inactivas para ser reemplazado por WarnerMedia Entertainment. En 2021, Warner renombró el CDF como TNT Sports.

### Década del 2020
El 10 de agosto de 2020, WarnerMedia (antes Turner) reestructuró varias de sus unidades en una importante renovación corporativa resultó que en TBS, TNT y TruTV volvieran a estar bajo el mismo paraguas que Cartoon Network/Adult Swim, Boomerang y TCM, bajo una consolidación de WarnerMedia Entertainment y los respectivos activos de Warner Bros. Entertainment que formaron la unidad combinada de WarnerMedia Studios & Networks Group. Casey Bloys, quien ha estado con WarnerMedia desde 2004 (como director de desarrollo en HBO Independent Productions) y finalmente fue ascendido a presidente de programación en HBO y Cinemax en mayo de 2016, agregó la supervisión de las redes de cable básicas de WarnerMedia y HBO Max a su ámbito de competencia.

## Empresa
Las propiedades de Turner se encuentran tanto en el CNN Center en Downtown, Atlanta; y el campus de Turner Broadcasting, situado fuera de Techwood Drive, en el centro de Atlanta, que también alberga Turner Studios. El actual presidente y CEO de Turner Broadcasting es John K. Martin.
Los canales en América Latina son controladas por Turner Broadcasting System Latin America, en la sede de Atlanta. Difunde las versiones latinoamericanas de los canales de Estados Unidos, así como los canales que son exclusivos para la región. 
TBS LA también se encarga de las ventas de publicidad de Warner Channel (propiedad compañera de la división de WarnerMedia/Warner Bros. Entertainment) y para el canal de deportes de acción brasileña Woohoo.

## Canales

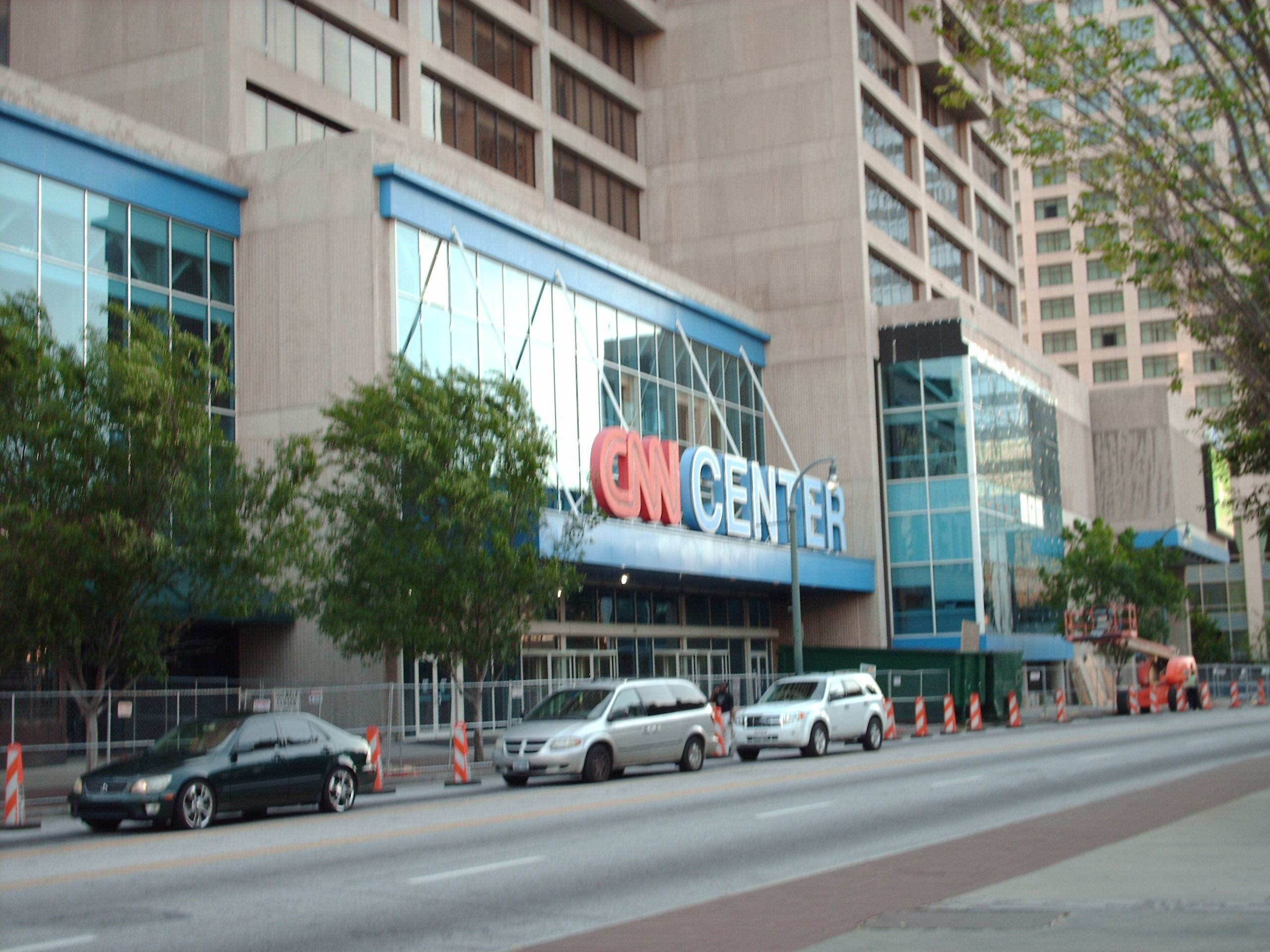
Entrada principal de edificio del CNN Center en Atlanta.

### Estados Unidos

#### Noticias
- CNN
- HLN
- CNN Airport
- CNN International

#### Cine y Series
- TNT
- TCM (Películas de RKO Pictures, etcétera)

#### Entretenimiento
- TruTV
- TBS
- Adult Swim
- Audience Network

#### Niños y adolescentes
- Boomerang
- Cartoon Network

#### Sitios web
- AdultSwim.com
- CartoonNetwork.com
- CNN.com
- HLNtv.com
- TBS.com
- TCM.com
- TNTDrama.com
- truTV.com
- TeamCoco.com
- VeryFunnyAds.com
- BleacherReport.com
- NBA.com
- PGA.com
- NCAA.com/March Madness Live

#### Deportes
- NBA TV (Operated by Turner on behalf of the National Basketball Association)
- AT&T SportsNet

### Latinoamérica

#### Argentina

###### Deportes
- TNT Sports

###### Radio
- CNN Radio Argentina

#### Brasil
- CNN Brasil

#### Chile

##### Noticias e información
- CNN Chile

##### Deportes
- TNT Sports

##### Sitios web
- CNNChile.com
- CartoonNetwork.cl

##### Infantil
- Boomerang
- Cartoon Network
- Tooncast

### Japón

#### Noticias e información
- CNNj

#### Otros canales
- MONDO TV (programación variada, disponible en satélite).
- Travel Channel (Estilo de Vida)

### Resto del mundo

#### Noticias e información
- CNN International

- CNN en Español (Latinoamérica)
- CNN-IBN (India), una joint-venture entre Turner, TV18 y Global Broadcast News que sólo se emite en la India.
- Pogo TV (India).
- CNN Indonesia (co-propiedad de Trans Medios)
- CNN Philippines (Filipinas, co-propiedad con nueve Media Corporation y Radio Filipinas Red a través de un acuerdo de licencia de marca)
- CNN Türk, propiedad de Doğan Medya Grubu que sólo se emite en Turquía.
- CNN+, 50% en colaboración con Prisa TV, cerrado en 2010.

#### Niños y adolescentes
| - Boomerang (Latinoamérica) (Cerrada en 2021) - Boomerang (Brasil) - Boomerang (Australia y Nueva Zelanda) - Boomerang (África) - Boomerang (Europa Central y Oriental) disponible en inglés, alemán, holandés, rumano, húngaro, búlgaro r Ruso) - Boomerang (España), cerrada en 2011. - Boomerang (Francia) - Boomerang (Italia) - Boomerang (Nórdico) - Boomerang (Reino Unido e Irlanda) - Boomerang (Sudeste Asiático) - Boomerang (Turquía) - Boomerang (Corea del Sur) - Boomerang (Japón) - Boomerang (Alemania), cerrada en 2018. | - Cartoon Network (Latinoamérica) - Cartoon Network (Brasil) - Cartoon Network (Polonia) - Cartoon Network (Hungría y Rumania) - Cartoon Network Nórdico (Suecia, Noruega, Dinamarca y Finlandia) - Cartoon Network (Italia) - Cartoon Network (Países Bajos) - Cartoon Network (Turquía) - Cartoon Network (Pakistán) - Cartoon Network (Francia) - Cartoon Network (Canadá) - Cartoon Network (Australia) - Cartoon Network (India) - Cartoon Network (Reino Unido e Irlanda) - Cartoon Network (Japón) - Cartoon Network (Corea del Sur) - Cartoon Network (Taiwán) - Cartoon Network (Rusia) - Cartoon Network (África) - Cartoon Network (España), cerrada en 2013. - Cartoon Network (Árabe) - Cartoon Network (Medio Oriente y Norte de África) - Cartoon Network (Alemania) - Cartoon Network (Filipinas) | - Tooncast - Cartoonito (Reino Unido e Irlanda) - Cartoonito (Italia) - Cartoonito (España), cerrada en 2013. - Toonami Channel (Asia) - Toonami Channel (Francia y África) - Pogo (India) |

#### Variedades
- TruTV (Latinoamérica) (Cerrada en 2023)
  - TruTV (Brasil)
- TruTV (Reino Unido e Irlanda)
- TruTV (Asia)
- TNT Comedy (Alemania)
- Glitz (operando por Grupo Cisneros)

#### Música
- HTV (Latinoamérica)
- Much (Latinoamérica)

#### Cine y Series
- TNT (Latinoamérica)
- TNT Series (Latinoamérica)
- TNT (España)
- TNT Serie (Alemania)
- TNT Film (Alemania)
- TNT Comedy (Alemania)
- TNT (Nórdico)
- I.Sat
- Space (Latinoamérica)
- TCM (Latinoamérica) (Películas de RKO Pictures, etcétera)
- Turner Classic Movies (Nórdico) (Películas de RKO Pictures, etcétera)
- Turner Classic Movies (Oriente Medio y África) (Películas de RKO Pictures, etcétera)
- TCM (España) (Películas de RKO Pictures, etcétera)
- TCM Movies (Reino Unido) (Películas de RKO Pictures, etcétera)
- TCM Cine (Francia) (Películas de RKO Pictures, etcétera)
- TCM (Sudeste de Asia) (Películas de RKO Pictures, etcétera)
- TBS (Latinoamérica)
- HBO (Asia) (HBO, HBO Hits, HBO Family, Cinemax y Pantalla Red)
- HBO (India)
- HBO (Pakistán)
- Warner TV (Sudeste de Asia)
- Warner TV (India)
- Warner TV (Pakistán)
- Warner TV (Latinoamérica)

### Regionales

#### Entretenimiento
- CETV (36%, joint venture con TOM Grupo)
- QTV (50%, joint venture con IS Plus, una filial de JoongAng Ilbo) (Corea del Sur)
- Showtime Escandinavia, a través de Turner NonStop Televisión en los países escandinavos.
- Silver (canal de televisión), películas independientes e internacionales, a través de Turner NonStop Televisión en los países escandinavos.
- Estrella, programación de noticias del mundo del espectáculo, a través de Turner NonStop Televisión en los países escandinavos..

#### Animación
- Boing (España) (51% de Mediaset España, el 49% de Turner Broadcasting System, España)
- Boing (Italia) (51% de Mediaset España, el 49% de Turner Broadcasting System, Italia)

#### Películas
- Lumiere Movies: 92%

## Deportes
Turner también fue dueña de tres equipos deportivos de grandes ligas: los Atlanta Braves de béisbol desde 1976 hasta 2005, los Atlanta Hawks de baloncesto entre 1977 y 2004, y los Atlanta Thrashers de hockey sobre hielo.
Turner Sports es la división de deportes de Turner Broadcasting System. La empresa no posee canales de televisión deportivos en Estados Unidos al estilo de ESPN o Fox Sports, sino que su programación se emite en TBS, TNT y TruTV.
TNT transmite la NBA desde 1988, incluyendo los partidos de los jueves y parte de la postemporada, así como el NBA All-Star Game. Turner Sports opera también el canal NBA TV, que es propiedad de la liga. En tanto, TBS emite partidos de las Grandes Ligas de Béisbol desde 2007, incluyendo partidos de los domingos y de postemporada.
Turner Sports emite el Campeonato de la PGA desde 1991, así como el Grand Slam de Golf de la PGA. Anteriormente, emitió el Abierto Británico, el Abierto Británico Femenino y el Abierto Británico de Veteranos desde 2003 hasta 2009, y la Copa de Presidentes entre 2000 y 2007.
Desde 2011, Turner Sports comparte la transmisión del Campeonato de la División I de Baloncesto Masculino de la NCAA con la cadena CBS.
Anteriormente, TNT emitió partidos de los domingos de la National Football League desde 1990 hasta 1997, la Copa Mundial de Fútbol de 1990, los Juegos Olímpicos de Invierno de 1992, 1994 y 1998, y el Campeonato de Wimbledon de tenis entre 2000 y 2002.
TBS emitió partidos de fútbol americano universitario desde 1982 hasta 1994, y luego desde 2002 hasta 2006. TBS también transmitió carreras de la NASCAR desde 1983 hasta 2000, y TNT lo hizo desde 2001 hasta 2014.
Turner Sports también opera los sitios web oficiales de la NBA, NCAA, NASCAR, PGA Tour y PGA of America; también posee el portal de noticias deportivas Bleacher Report desde 2012.
El canal 17 de Atlanta y el canal regional Turner South emitieron los partidos de los Braves, Hawks y Thrashers.
En 2017 se asocia con Fox Sports por la televisación de la Primera División de Argentina.